# SC Potsdam (volley-ball féminin)
Maillots
SC Potsdam est un club allemand de volley-ball fondé en 1996 et basé à Potsdam qui évolue pour la saison 2020-2021 en 1.Bundesliga.

## Historique
La section de volley-ball de la SC Potsdam a été fondée en 1996.